# Charles Hayes (SOE)
Pour les articles homonymes, voir Hayes.
Charles Hayes (1908-1944) fut, pendant la Seconde Guerre mondiale, un agent secret britannique du Special Operations Executive.

## Identités
- État civil : Victor Charles Hayes
- Comme agent du SOE, section F :
  - Nom de guerre (field name) : « Yves »
  - Nom de code opérationnel : PRINTER (en français IMPRIMEUR)

Parcours militaire : SOE, section F, General List ; grade : captain ; matricule : 211716.
Pour accéder à une photographie de Charles Hayes, se reporter au paragraphe Sources et liens externes en fin d’article.

## Famille
- Ses parents : Charles Arthur et Florence Hayes, Surbiton, Surrey.
- Sa femme : Raymonde Hayes.

## Éléments biographiques
Charles Hayes naît le 29 avril 1908, en France.
Première mission.
Dans la nuit du 13 au 14 mai 1942, il est infiltré par felouque près d’Antibes, en même temps que Denis Rake « Justin ». Il prend contact avec Virginia Hall à Lyon. Elle le met en relation avec Philippe de Vomécourt « Gauthier », pour qui il effectue une mission de reconnaissance de possibilités de sabotage d’une usine d’aluminium à Saint-Jean-de-Maurienne, et d’une autre à Toulon. Mais elles sont trop bien gardées. Étant informé par Virginia Hall que la Gestapo est sur ses traces, il juge nécessaire de rentrer, via l’Espagne. Il arrive en Angleterre le 13 août 1942.
Deuxième mission.

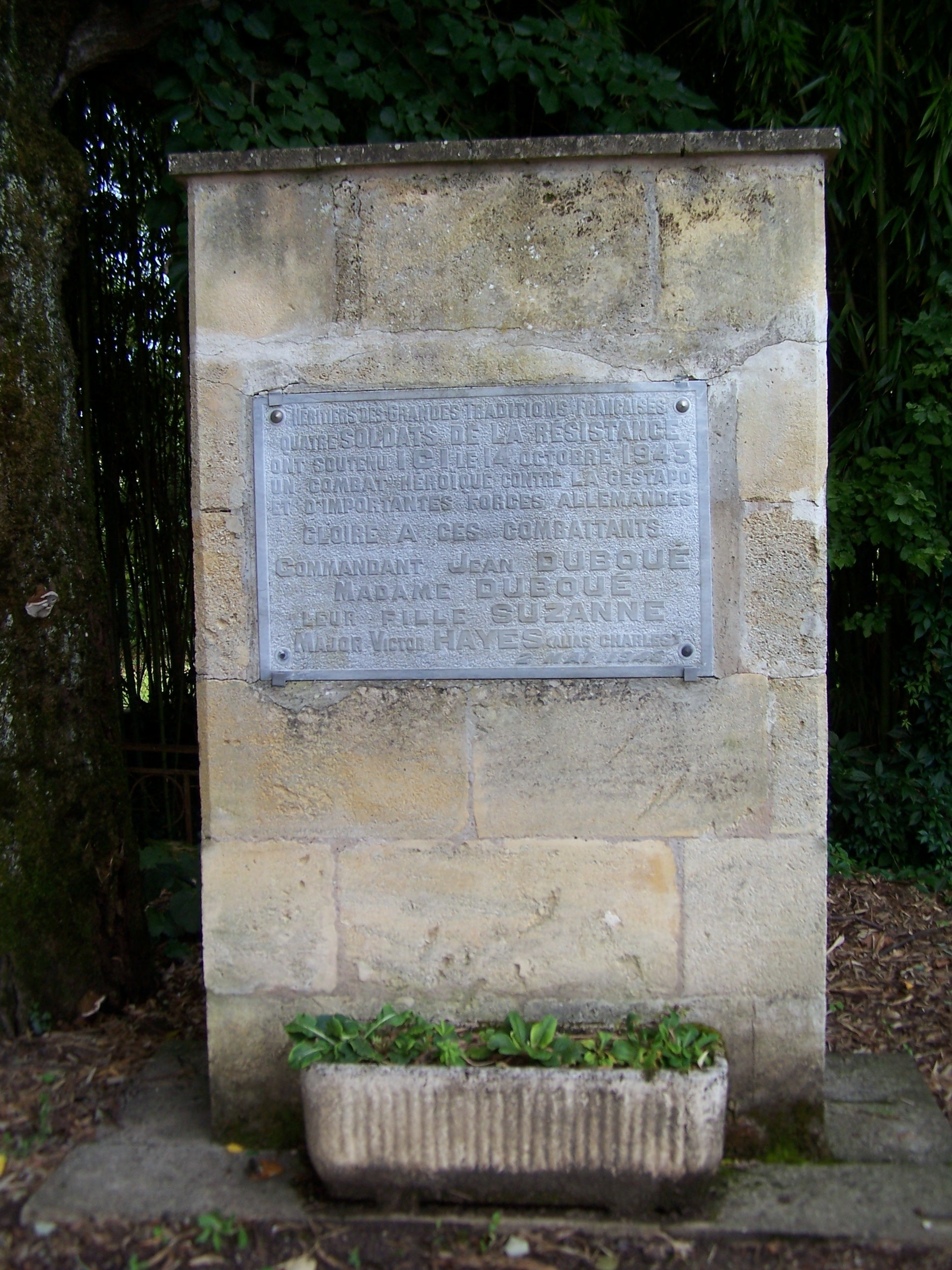
À Lestiac-sur-Garonne, mémorial commémoratif du combat de la famille Duboué et du Major Victor Hayes (alias Charles).

Définition de la mission : assister le chef du réseau SCIENTIST, Claude de Baissac « David », en tant que spécialiste en électricité et instructeur en sabotage.
Il est parachuté le 26 novembre 1942.
À la suite d’accords entre la Gestapo et André Grandclément, chef de la « région grand Sud-ouest » de l'OCM, les Allemands peuvent récupérer une partie des armes reçues par le réseau. C’est ainsi que, dans la nuit du 13 au 14 octobre 1943, ils viennent en chercher à Lestiac-sur-Garonne dans la maison du Commandant Jean Duboué. Hayes et la famille Duboué (Jean, Louise et leur fille Suzanne) résistent pendant trois heures et sont finalement arrêtés après la blessure de Louise Duboué.
Charles Hayes est exécuté à Gross-Rosen, le 1er août 1944.

## Reconnaissance

### Distinction
- Royaume-Uni : membre de l’Ordre de l’Empire britannique (MBE), Military Division.
- France : Croix de guerre 1939-1945 avec palme.

### Monuments
- En tant que l'un des 104 agents du SOE section F morts pour la France, Charles Hayes est honoré au mémorial de Valençay (Indre).
- Brookwood Memorial, Surrey, panneau 21, colonne 3.
- Plaque commémorative à Lestiac-sur-Garonne (Gironde), érigée en mémoire du commandant Jean Duboué, de madame Duboué, de leur fille Suzanne et du major Victor Hayes (alias « Charles »).
- Au mémorial du camp de concentration de Gross-Rosen, situé près de Rogoźnica (Pologne), une plaque honore la mémoire des dix-neuf agents de la section F qui y ont été exécutés en août-septembre 1944, dont Charles Hayes. Réalisée en granit local, en provenance d'une carrière où devaient travailler les détenus, elle a été élevée sur l'initiative du Holdsworth Trust.